# Adin Hill
Adin Hill (Comox, Columbia Británica, 11 de mayo de 1996) es un jugador profesional canadiense de hockey sobre hielo que se desempeña en la posición de guardameta en Vegas Golden Knights, equipo de la National Hockey League (NHL).

## Carrera
Fue seleccionado en la tercera ronda en la NHL Entry Draft de 2015. En 2017 hizo su debut profesional con el equipo Arizona Coyotes, en el cual jugó cuatro temporadas (2017-2021), después pasó a San Jose Sharks (2021-2022), luego a Vegas Golden Knights, donde lleva jugando dos temporadas.